# 北陸アイドルフェスティバル
北陸アイドルフェスティバル（ほくりくアイドルフェスティバル）は、2013年から2019年まで石川県で開催されていたアイドルイベント。通称HIF。

## 概要
「北陸をアイドルの力で活性化するため」、かつてはおやゆびプリンセス、2019年現在はキャンディランド教団・亜人傭兵団Acht-Achtなど女性アイドルの運営である西良弘が発起人となり開催。
主催は西が代表を務める一般社団法人 クールイシカワエンタテインメント（CIE、旧名称・石川県オタク文化推進委員会）。
第1回より第3回までは、金沢駅もてなしドーム地下広場で2日間の日程で開催。2015年の第3回は2日間で延べ1万人を動員した。第4回より小松駅周辺に会場を変更、敬老の日を含む3連休の開催が定着した。2018年の第6回は3日間で延べ5000人、2019年の第7回は8000人を動員した。
原則として入場料は無料（第5回より小松駅高架下のライブハウス「The MAT'S」にて有料の「プレミアムステージ」が設けられている）。出演料なし、交通費・弁当代も出ないという出演条件にもかかわらず、2019年の第7回は北海道から九州（第5回は沖縄からRYUKYU IDOLが参加）まで75組が参加、3日間で計180ステージが開催された。
しかし、毎回200万円あまりの赤字が発生しており、イベントの規模拡大に対してマンパワーが足りない状態となっていることから、西は第7回で最後にすると公言しており、2020年以降は開催されていない。

## 第1回
- 日程：2013年7月14・15日
- 会場：金沢駅もてなしドーム地下広場
- 出演者：おやゆびプリンセス、nIo、アミ〜ガス、せのしすたぁ、Barbie Lips、BＷH、CAMOUFLAGE、D-can☆、DIANNA☆SWEET、ELECTRO Jeanne LOVE、JSO、KKいれぶん、Le Siana、Mibuki with tutu&Beat's、mocomoco、RED-POINT、SARU Dol、SHAKE PROJECT新ユニット、Vress、WinningGirls、ココロモヨヲ、たかくらるみ、ちぇり→☆ボンボン、ますぐれJC、マリーナブルー、榎本梨沙、怪盗☆cHocolat-しょこら-、桜すぱいす、椎名きらら、志歩、城奈菜美、三ツ木はるか、鈴木朱音、名古屋CLEAR'S、野原みゆう、平成琴姫、柳瀬蓉
- スペシャルゲスト：青山☆聖ハチャメチャハイスクール、スマイル学園

## 第2回
- 日程：2014年4月26・27日
- 会場：金沢駅もてなしドーム地下広場
- 出演者：逢沢ありあ、アミ〜ガス、&CRAZY、池本真緒、nIo、おやゆびプリンセス、香月未緒、加茂川マコト、がんぎっこ、＊ココロモヨヲ＊、G☆Girls、シブヤDOMINION、週刊クレハ、じゅじゅ、白玉ピロリン帝国、Sweet Darling、せのしすたぁ、滝口成美、TAKENOKO▲、TAKENOKOYAMA24、ちぇり→ボンボン、天下布舞　岐阜姫軍団、東京都民ゆめみん、ナト☆カン、ねがいごと、NEXT少女事件、葉月、柊木りお、Vienolossi、ピコピコ☆レボリューション、ひねもすのたり、Pink♡Dolce、ポンバシwktkメイツ、ますぐれJC、まりえ、Mibuki with tutu&Beat’s、Merci♡Coco、柳瀬蓉、La花ノたみ、LUVYA、Ritsuka★、リリシック学園
- スペシャルゲスト：寺嶋由芙、ALLOVER、小桃音まい、JK21

## 第3回
- 日程：2015年2月14・15日
- 会場：金沢駅もてなしドーム地下広場（もてなしステージ）、ポルテ金沢 B1アトリウム広場（ポルテステージ）
- 出演者：IMZ、Airi&Asuka、亜城なえ、アミ〜ガス、MGF、大宮idoll、おとぎラビット研修中、おやゆびプリンセス、girly&girly、ガールズフォーエバー、がんぎっこ、CANDYREMIX[注 1]、しおんch.、じゅじゅ、白玉ピロリン帝国、Star☆T、空野青空、TAKENOKO、TAKENOYAMA24、ちぇり→☆ボンボン、choco☆milQ、パンキング隊、柊木りお、ピコピコ☆レボリューション、Pink♡Dolce、ポンバシwktkメイツ、まりえ、Miniature Garden、メトロポリちゃんV、山本夏生、リナチックステイト、ROLE
- スペシャルゲスト：岸田メルwithパンキング、バクステ外神田一丁目、椎名ぴかりん、喬喬兒/シルヴィア
- MC：鼻毛の森
- 関連イベントとして、2月14日夜、ホテル金沢にて、HIC5「表」、西金沢一丁目劇場にてHIC5「裏」が開催された。

## 第4回
- 日程：2016年9月17・18・19日
- 会場：小松駅高架下広場（本来の会場は小松駅前広場（市民公園）であったが、雨天のため変更）
- 出演者：アミ〜ガス、Edge Dub Monkeyz、おやゆびプリンセス、岐阜♡濃know姫隊、煌めき☆アンフォレント、熊野夏美、熊本CLEAR'S、Culumi、JUMPIN'× SUZUCA、鈴木花純、せのしすたぁ、空野青空、パンキング隊、柊木りお、ピコピコ☆レボリューション、福井柑奈、Pottya、My Girlfriends、まりえ(35)、ライムベリー、ラストクエスチョン、Le Siana
- 関連イベントとして、The MAT'Sにて、「IDOL_RAW_1」を同日開催[6]。

## 第5回
- 日程：2017年9月16・17・18日
- 会場：小松駅前広場（市民公園）、小松駅高架下広場、The MAT'S（プレミアムステージ）
- 出演者：アイドル♪オーケストラRY's、アミ〜ガス、アンダーユニット、アンドクレイジー、有栖川雛姫、一ノ瀬あかり、インフローレ女学院、大阪CLEAR'S、乙女座長☆銀河団、オモテカホ、がんぎっこ、感染拡大ばちるすせれうす、岐阜♡濃know姫隊、キャンディランド教団、熊野夏美、ザ・にゃんとかにゃるず、魁☆ニューゲーム、新生おやゆびプリンセス、鈴木花純、せのしすたぁ、旋律フリージア、空野青空、西金沢少女団、西田早希、蜂蜜★皇帝、覇汝屋、ハニーゴーラン、葉月、ぱぴぷぺぽんこっつ、バンキング隊、ピコピコ☆レボリューション、平野友里、福井柑奈、ほくりくアイドル部、星乃ちろる、ミルクセーキ、三澤鳥嶌、るなきゅるりんはぁとふぁんたじ、BANZAI JAPAN、Bee×SWAT、cana÷biss、Csli、fizz.、mistress、My Girlfriends、POEM、P-loco、SAWA、Sola Sound、SWEET SIDE、RYUKYU IDOL、3776

## 第6回
- 日程：2018年9月15・16・17日
- 会場：小松駅前広場（市民公園）、小松駅高架下広場、The MAT'S（プレミアムステージ）
- 出演者：愛野可奈、AQUALOOPS、アミ〜ガス、Alice&Rabbits、究極人形、 イタダキ、テッペン 、81moment、大宮I☆DOLL、乙女座長☆銀河団、踊るヴァイオリニストRiO、オモテカホ、cana÷biss、感染拡大ばちるすせれうす、岐阜♡濃know姫隊、キャンディランド教団、くにくに、GRATIA-ALA、Clef Leaf、群青のユリシーズ、小泉花恋、さばいどる、SAWA、残響シンメトリー、CIE新グループ、Shine Fine Movement、Sugar&Solt、新生おやゆびプリンセス、せのしすたぁ、SWEET SIDE、鈴木花純、綺星★フィオレナード、SnowWhite、THERE THERE THERES、空野青空、W-PEACH、2&、です。ラビッツ、TEN真RUNLAN、慟哭ideal、富山PRガール（仮）、鳥嶌鈴、ナト☆カン、西金沢少女団、新田真優子、蜂蜜★皇帝、撲我さくら、星乃ちろる、ピコピコ☆レボリューション、ひろかるなきゅるりんはーとふぁんたじー、マシュマロスーパーパンチ！！、まりえ(37)、夢幻のシナリオ、山本乃愛、雪芽緋奈、代々木女子音楽院、ラストクエスチョン、るなっち☆ほし、ROSARIO+CROSS

## 第7回
- 日程：2019年9月14・15・16日
- 会場：小松駅前広場（市民公園）、小松駅高架下広場、The MAT'S（昼は無料、夜はプレミアムステージ）
- 出演者：キャンディランド教団、亜人傭兵団Acht-Acht、愛野可奈、アミーガス、アンソフィ、乙女座長☆銀河団、オモテカホ、カイ、岐阜♡濃know姫隊、キミイロプロジェクト、金星☆ジュリエッタ、くにくに、告白ラフィレット、さばいどる、鈴木花純、寿々木ここね、鈴音ひとみ、せのしすたぁ、空野青空、てぃんく♪、ティーンズ☆ヘブン、慟哭idea、富山PRガール（仮）、西金沢少女団、バチセレ、蜂蜜★皇帝、パラレルドリーム、ピコピコ☆レボリューション、百鬼乙女、ひろか、ぷりんせす♡たいむ、放課後403ERROR、撲我さくら、ポニカロード、まちだガールズ・クワイア、松葉絢香、マリンスノウ、まりえ(38)、峰尾こずえ、ミライスカート、ミルクセーキ、民族ハッピー組、民謡女子ハピネス組、夢幻のシナリオ、柳瀬悠希、雷都少女、ラストクエスチョン、AND DNA、ANGEL★METAL、AYANE、ATOMIC MINISTRY、BANZAI JAPAN、Bury、cana÷biss、charm*charm、CIE新グループ2（仮）、CLIP CLIP、Fragrant Drive、GRATIA-ALA、LiLii Kaona、Mash Melody!、Menkoiガールズ、miel、O'CHAWANZ、OUTSKIRTS、POEM、SAKA-SAMA、SAWA、sherbet、Snow White、Star☆T、Suger&Solt、We=MUKASHIBANASHI、963、+tic color
- 小松のご当地アイドル「Piccola Pino」お披露目

## 関連イベント

### HIF2.5 「新幹線まであと5ヶ月！」
元々第3回を2014年10月4・5日に開催する予定だったが、北陸新幹線開業日決定に伴い、開業直前の2015年2月14・15日に延期されたため、その代替イベントとして開催された。
- 日程：2014年10月5日
- 会場：金沢駅もてなしドーム地下広場
- 出演者：おやゆびプリンセス、中内杏菜、Airi&Asuka、おやプリBrats、ちぇり→☆ボンボン、ポンバシwktkメイツ、アミ〜ガス、空野青空、せのしすたぁ

### 北陸アイドルフェスティバル in 福井
本イベントはせのしすたぁ、アミ〜ガスの運営であるショーケースが主催。有料イベントで2部制であった。
- 日程：2017年2月5日
- 会場：福井県県民ホール（AOSSA8F）
- 出演者：せのしすたぁ、アミ〜ガス、My Girlfriends、キャンディランド教団、ぱぴぷぺぽんこっつ、オモテカホ、空野青空、ピコピコ☆レボリューション、まりえ(35)、岐阜♡濃know姫隊、煌めき☆アンフォレント、乙女座長☆銀河団、principal！
- スペシャルゲスト：さんみゅ〜

### 北陸アイドルフェスティバルINあわら
本イベントはせのしすたぁ、アミ〜ガスの運営であるショーケースが主催。
- 日程：2017年5月5日
- 会場：aキューブ（福井県あわら市春宮1丁目）
- 出演者：せのしすたぁ、アミーガス、MyGirlfriends、新生おやゆびプリンセス、キャンディランド教団、ピコピコ☆レボリューション、熊野夏美、岐阜♡know濃姫隊、西金沢少女団、ぱぴぷぺぽんこっつ